# Goodyear (Arizona)
Goodyear é uma cidade localizada no estado americano do Arizona, no condado de Maricopa. Foi incorporada em 1946.

## Geografia
De acordo com o United States Census Bureau, a cidade tem uma área de 496 km², dos quais 495,9 km² cobertos por terra e 0,1 km² coberto por água.

### Localidades na vizinhança
O diagrama seguinte representa as localidades num raio de 24 km ao redor de Goodyear.

## Demografia
Segundo o censo nacional de 2010, a sua população é de 65 275 habitantes e sua densidade populacional é de 131,6 hab/km². É a quarta localidade com o maior crescimento populacional dos Estados Unidos, com um crescimento de 245,2% em relação ao censo de 2000. Possui 25 027 residências, que resulta em uma densidade de 50,5 residências/km².